# Старополянське
Старополя́нське (рос. Старополянское) — село у складі Земетчинського району Пензенської області, Росія.
Населення — 242 особи (2010; 260 у 2002).
Національний склад станом на 2002 рік:
- росіяни — 99 %